# جوشوا بوين سميث
جوشوا بوين سميث (بالإنجليزية: Joshua Bowen Smith)‏ هو مناهض العبودية ‏ أمريكي، ولد في 1813 في كوتسفيل في الولايات المتحدة، وتوفي في 5 يوليو 1879 في بوسطن في الولايات المتحدة.